# Ming-P-Klasse
Die Ming-P-Klasse war eine Bauserie von acht Containermotorschiffen der taiwanischen Reederei Yang Ming Marine Transport Corporation (Yang Ming Line).

## Geschichte
Mit den Schiffen der Ming-P-Klasse setzte die Yang Ming Line ab 1985, die 1980 mit dem Bau der Ming-Sun-Klasse begonnene Umstellung ihrer Liniendienste auf Vollcontainerschiffe fort und erweiterte mit ihnen ihr Liniennetz im Europa-Asien-Verkehr. Sechs der Schiffe wurden 2001 en bloc an Contship Containerlines verkauft, als Yang Ming 2000/2001 neue Post-Panamax-Schiffe übernahm. Zwei weitere Einheiten blieben bis auf zeitweilige Vercharterungen bis zur Verschrottung im Jahr 2009 in den Diensten der ursprünglichen Auftraggeber.

## Beschreibung
Die Schiffsaufbauten waren etwa auf drei Viertel der Länge achtern angeordnet. Alle bis auf einen Laderäume waren vor dem Deckshaus angeordnet, mit Cellguides ausgerüstet und wurden von Pontonlukendeckeln verschlossen. Die Containerkapazität lag bei 3266 TEU, und es konnten 119 herkömmliche Kühlcontainer versorgt werden.
Die Schiffe erhielten je einen einfachwirkenden langsamlaufenden Sulzer-Hauptmotor vom Typ 9RND90M mit einer Leistung von 21.351 kW, die von Ishikawajima Harima in der japanischen Stadt Aioi in Lizenz gebaut wurden. Der Neunzylinder-Zweitakt-Dieselmotor wirkte direkt auf einen Festpropeller und verhalf den Schiffen zu einer Nenngeschwindigkeit von 21,5 Knoten. Zur Energieversorgung waren zwei Dieselgeneratoren mit je 900 kW und zwei Dieselgeneratoren mit je 560 kW Leistung verbaut.

## Die Schiffe
| Ming Propitious | 310 | 8406262 | 25. Juli 1986      | 2001 TMM Hermosillo, 2005 CP Hermosillo, 2006 Madrid Express, 2013 Madrid, ab 4. Oktober 2013 bei MK Sg & Allied in Alang verschrottet.           |
| Ming Peace      | 311 | 8406274 | 25. August 1986    | 2001 Lykes Challenger, 2005 CP Challenger, 2006 Rome Express, 2013 Exp, ab 2. Januar 2014 bei Bansal Ship Breakers in Alang verschrottet.         |
| Ming Promotion  | 312 | 8406286 | 21. März 1987      | 2001 TMM Sinaloa, 2005 CP Sinaloa, 2006 Barcelona Express, 2013 Elona, ab 6. Dezember 2013 bei Shital Ispat in Alang verschrottet.                |
| Ming Pleasure   | 313 | 8406298 | 7. Mai 1987        | 2001 Lykes Achiever, 2005 CP Achiever, 2006 Veracruz Express, 2013 Vera, ab 10. Juli 2013 in Alang verschrottet.                                  |
| Ming Plenty     | 314 | 8501426 | 20. September 1987 | 2001 Lykes Ambassador, 2005 CP Ambassador, 2006 Altamira Express, 2013 Altamira, ab 21. September 2013 bei Bansal Infracon in Alang verschrottet. |
| Ming Prominence | 315 | 8501438 | 19. November 1987  | 2004 YM Prominence, ab 22. August 2009 in Alang verschrottet.                                                                                     |
| Ming Prosperity | 316 | 8501440 | 29. Januar 1988    | 1994 Ville d'Hydra, 1995 Med Taipei, 2004 YM Prosperity, ab 22. Mai 2009 bei Guangdong Metals Recycling Corporation in Guangzhou verschrottet.    |
| Ming Progress   | 317 | 8501452 | 29. Mai 1988       | 2001 TMM Jalisco, 2005 CP Jalisco, 2006 Genoa Express, 2013 Noa, ab 2. Januar 2014 in Alang verschrottet.                                         |